# Съединение (област Търговище)
Вижте пояснителната страница за други значения на Съединение.
Съединение е село в Североизточна България. То се намира в община Търговище, област Търговище. Населението му според преброяването през 2021 г. е 240 жители.

## География
Селото е разположено на източния терасовиден бряг на малка река, която се влива в язовир Съединение. разположен между селата Бистра и Съединение.

## Население
Численост на населението според преброяванията през годините:
| \| Година на преброяване \| Численост \| \| --------------------- \| --------- \| \| 1934 \| 1016 \| \| 1946 \| 907 \| \| 1956 \| 905 \| \| 1965 \| 840 \| \| 1975 \| 754 \| \| 1985 \| 576 \| \| 1992 \| 513 \| \| 2001 \| 416 \| \| 2011 \| 281 \| \| 2021 \| 240 \| |           |
| Година на преброяване | Численост |
| 1934 | 1016      |
| 1946 | 907       |
| 1956 | 905       |
| 1965 | 840       |
| 1975 | 754       |
| 1985 | 576       |
| 1992 | 513       |
| 2001 | 416       |
| 2011 | 281       |
| 2021 | 240       |

### Етнически състав
Населението съставено от българи и турци. Понякога през селото минават катуни с цигани, които остават известно време в околностите му.
Преброяване на населението през 2011 г.
Численост и дял на етническите групи според преброяването на населението през 2011 г.:
|                     | Численост | Дял (в %) |
| Общо                | 281       | 100,00    |
| Българи             | 113       | 40,21     |
| Турци               | 162       | 57,65     |
| Цигани              | 6         | 2,13      |
| Други               | 0         | 0,00      |
| Не се самоопределят | 0         | 0,00      |
| Неотговорили        | 0         | 0,00      |

## Обществени институции
В селото има кметство, поща, читалище с библиотека. Преди промените е имало голямо училище, от което е останала само сградата.

## Културни и природни забележителности
Събора на село Съединение се провежда ежегодно.

## Транспорт
Автобуси на градския транспорт №6 в Търговище се движат от района на болницата, до квартал Бряг и Съединение. По график от 8:30, 12:45, 16:30, 17:45, 19:00 часа (целогодишно делнично).

## Икономика
Две кооперации обработват земите около селото. Два частни магазина, частен свине комплекс и мандра работят на територията му. Селото разполага с казан за варене на ракия.

## Политика

### Кмет на кметство
На местните избори през 2003 г. в селото се издигат двама кандидати за кмет. На проведения първи тур се нареждат Тотьо Петров Тотев от коалиция „БСП, Нова левица и Коалиция за България“ с 191 гласа (60,63%), който е избран. След него е Исуф Ахмедов Ибишев от ДПС с 124 гласа (39,36%).
На местните избори през 2007 г. в селото се издигат трима кандидати за кмет. На проведения първи тур се нареждат Тотьо Петров Тотев от БСП с 151 гласа (55,31%), който е избран. След него Зейнеп Ахмедова Мехмедова от ДПС с 99 гласа (36,26%) и Невяна Славчева Димова от Обединена десница за Търговище (НДСВ, ДСБ, СДС, ВМРО – БНД, ЗНС, ДП, Движение „Гергьовден“) с 23 гласа (8,42%).
На местните избори през 2011 г. в селото е излъчен само един кандидат за кмет – Тотьо Петров Тотев от БСП, който е избран с 173 гласа (или 100%).
На местните избори през 2015 г. в селото се издигат трима кандидати за кмет. На проведения първи тур се нареждат Фатме Джемалова Ашимова от ДПС с 70 гласа (37,84%), Илия Спасов Георгиев от ГЕРБ с 67 гласа (36,22%) и Тотьо Петров Тотев от БСП с 48 гласа (25,95%). На втори тур е избран Илия Спасов Георгиев от ГЕРБ с 118 гласа (61,14%).
На местните избори през 2019 г. в селото е излъчен само един кандидат за кмет – Илия Спасов Георгиев от ГЕРБ, който е избран с 108 гласа (или 88,52%). С не подкрепям никого гласуват 14 души (или 11,48%).

## Личности
Личности, родени в село Съединение:
- Хамди Илиязов (р. 1956), български бизнесмен, политик и бивш борец, областен председател на ДПС в Търговище